# Грюнштадт
Грюнштадт (нім. Grünstadt) — місто в Німеччині, розташоване в землі Рейнланд-Пфальц. Входить до складу району Бад-Дюркгайм. 
Площа — 18,09 км2. Населення становить 13 652 ос. (станом на 31 грудня 2020).